# مطار ريكيافيك
مطار ريكيافيك ( باللغة الآيسلندية Reykjavíkurflugvöllur، إياتا: RKV، إيكاو: BIRK) وهو مطار محلي يوجد في عاصمة آيسلندا ويقع على بعد كيلومترين من وسط العاصمة ريكيافيك.
يحتوي على مدارج قصيرة، وعادةً لا يخدم سوى رحلات جوية داخل آيسلندا وغرينلاند وجزر فارو، وكذلك يخدم الرحلات الدولية القصيرة، ورحلات جوية عبر المحيط الأطلسي، والرحلات الخاصة. وعندما تسوء الأحوال الجوية المحيطة بمطار كيفلافيك وتؤدي إلى منع الطائرات من الهبوط فيه، مثل طائرة بوينغ 757-200 والطائرات الأصغر منها فإنه يتم تحويلها إلى مطار ريكيافيك لتهبط فيه.
معظم الرحلات الدولية تتم عبر مطار كيفلافيك الواقع على بعد 50 كيلومترا خارج المدينة، والمؤهل من الناحية العملية لإستيعاب جميع أنواع الطائرات. ويتكون مطار ريكيافيك من ثلاثة مدارج، وعادةً أصغر مدرجين منها فقط تنشط على مدار السنة.